# Changan Qiyuan A05

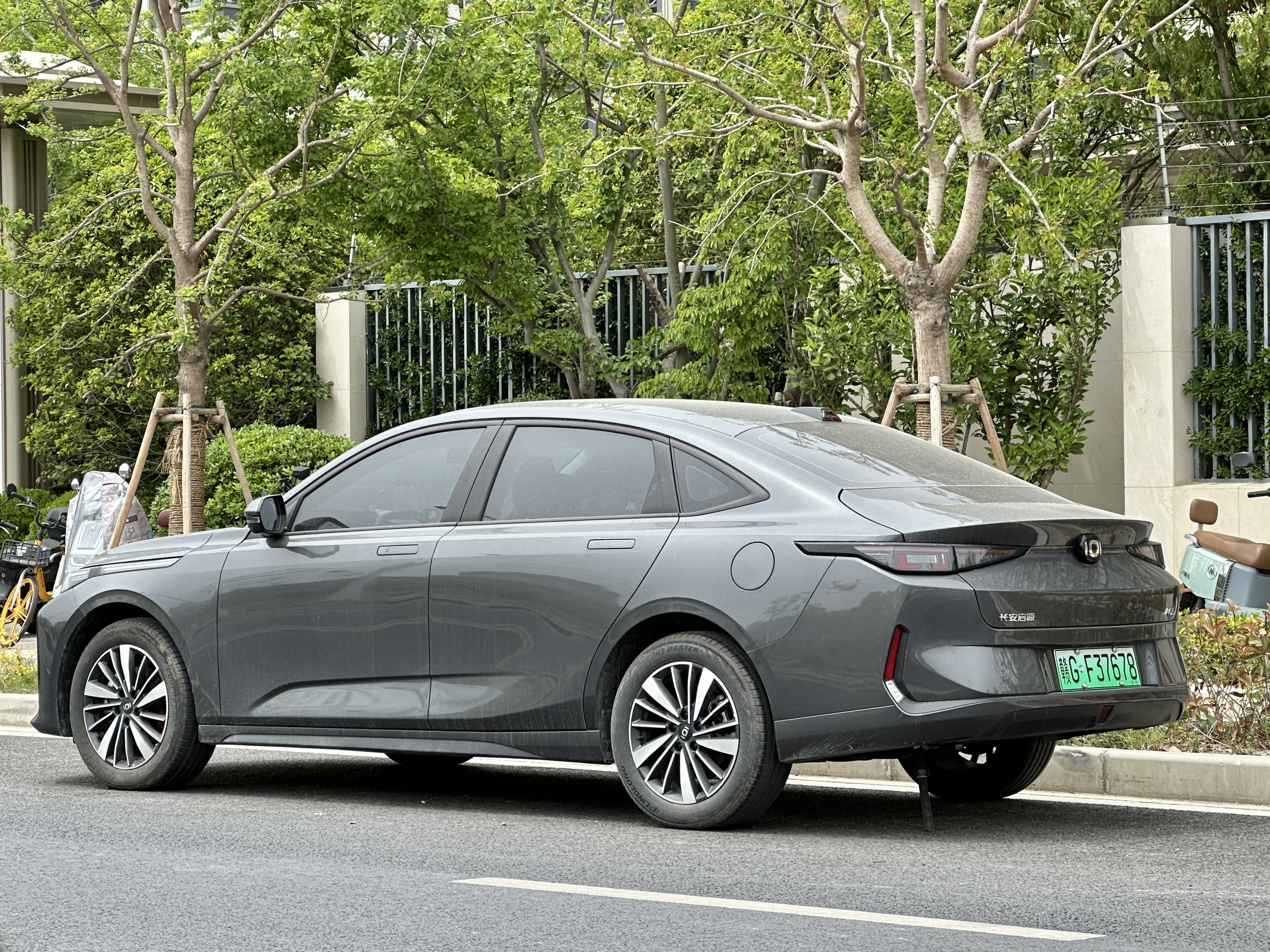
Heckansicht

Der Changan Qiyuan A05 ist eine seit 2023 gebaute Mittelklasse-Limousine der chinesischen Automobilmarke Changan.

## Geschichte
Nachdem das chinesische Ministerium für Industrie und Informationstechnik im August 2023 erste Informationen über das Fahrzeug veröffentlicht hatte, kam es im Oktober 2023 auf dem chinesischen Heimatmarkt in den Handel. Eine überarbeitete Version der Baureihe wurde bereits im Juli 2024 vorgestellt. Nach dem Changan Qiyuan A07 ist die Limousine das zweite Modell von Changan, das unter der Submarke Qiyuan vermarktet wird.
Als Konkurrenzmodelle werden unter anderem der BYD Qin und der Geely Galaxy L6 genannt.

## Technische Daten
Für den Qiyuan A05 stehen zwei Plug-in-Hybrid-Antriebe zur Wahl. Der schwächere leistet maximal 140 kW (190 PS) und hat einen Lithium-Eisenphosphat-Akkumulator mit einem Energieinhalt von 9,07 kWh. Der stärkere hat maximal 158 kW (215 PS) und einen Lithium-Eisenphosphat-Akkumulator mit einem Energieinhalt von bis zu 18,99 kWh.
| Kenngrößen                                            | 70                          | 70                          | 145                         | 145                         |
| ----------------------------------------------------- | --------------------------- | --------------------------- | --------------------------- | --------------------------- |
| Bauzeitraum                                           | 10/2023–10/2024             | seit 10/2024                | 10/2023–10/2024             | seit 10/2024                |
| Motorkenndaten                                        |                             |                             |                             |                             |
| Motortyp                                              | R4-Ottomotor + Elektromotor | R4-Ottomotor + Elektromotor | R4-Ottomotor + Elektromotor | R4-Ottomotor + Elektromotor |
| Hubraum                                               | 1493 cm³                    | 1497 cm³                    | 1493 cm³                    | 1497 cm³                    |
| max. Leistung Verbrennungsmotor                       | 81 kW (110 PS) bei 6000/min | 72 kW (98 PS) bei 5600/min  | 81 kW (110 PS) bei 6000/min | 72 kW (98 PS) bei 5600/min  |
| max. Systemleistung                                   | 140 kW (190 PS)             | 140 kW (190 PS)             | 158 kW (215 PS)             | 158 kW (215 PS)             |
| max. Drehmoment Verbrennungsmotor                     | 143 Nm bei 4000/min         | 125 Nm bei 3000/min         |                             |                             |
| max. Systemdrehmoment                                 | 330 Nm                      | 330 Nm                      | 330 Nm                      | 330 Nm                      |
| Kraftübertragung                                      |                             |                             |                             |                             |
| Antrieb                                               | Vorderradantrieb            | Vorderradantrieb            | Vorderradantrieb            | Vorderradantrieb            |
| Getriebe                                              | E-CVT                       | E-CVT                       | E-CVT                       | E-CVT                       |
| Messwerte                                             |                             |                             |                             |                             |
| Höchstgeschwindigkeit                                 | 185 km/h                    | 185 km/h                    | 185 km/h                    | 185 km/h                    |
| Beschleunigung, 0–100 km/h                            | 7,9 s                       | 7,9 s                       | 6,8 s                       | 6,8 s                       |
| Kraftstoffverbrauch auf 100 km nach WLTP (kombiniert) | 2,0 l Super                 | 1,9 l Super                 | 1,0 l Super                 | 1,0 l Super                 |
| Tankinhalt                                            | 48 l                        | 48 l                        | 48 l                        | 48 l                        |
| Energieinhalt Akku                                    | 9,07 kWh                    | 9,07 kWh                    | 18,99 kWh                   | 18,4 kWh                    |
| elektrische Reichweite nach WLTP                      | 53 km                       | 53 km                       | 115 km                      | 115 km                      |
| Abgasnorm                                             | China VIb                   | China VIb                   | China VIb                   | China VIb                   |